# Taraneh Javanbakht
Taraneh Javanbakht (en persa: ترانه جوانبخت‎) (Teherán, Irán, 12 de mayo de 1974) es una filósofa, química, bioquímica, física y activista por los derechos humanos iraní-canadiense. Además escribe ocasionalmente poemas y es abiertamente feminista.

## Biografía
Javanbakht nació y creció en Teherán en 1974. Se licenció en Química por la Universidad de Shahid Beheshti en 1996. En 2002 obtuvo su primer doctorado en Química Física por la Universidad Pierre y Marie Curie. Se trasladó a la Universidad de Montreal para continuar su trabajo posdoctoral. Durante su estancia en Canadá, Javanbakht ha cursado másteres en la Universidad de Quebec en Montreal: de Biología Molecular en 2011 y de Lógica en el Departamento de Filosofía en 2016.

## Trayectoria

### Investigación
Javanbakht ha trabajado en diversos proyectos en los que ha explorado las propiedades de hidrogeles y catalizadores mediante microscopía de barrido y otras técnicas:
- Propiedades fisicoquímicas, reológicas y dieléctricas de nanocompuestos de nanopartículas de óxido de hierro superparamagnético con polietilenglicol.[6]
- Propiedades fisicoquímicas de nanocristales de celulosa tratados mediante deposición química de vapor fotoiniciada (PICVD).[7]
- Propiedades fisicoquímicas de las matrices de microelectrodos recubiertas de péptidos y sus efectos in vitro en los neuroblastos.[8]
- Relación entre las propiedades superficiales de las nanopartículas superparamagnéticas de óxido de hierro (SPIONs) y su efecto bactericida frente a una biopelícula de Streptococcus mutans.[9]
- Efecto de carga de nanopartículas superparamagnéticas de óxido de hierro en su funcionalización superficial mediante deposición química de vapor fotoiniciada.[10]
- Síntesis en estado sólido de nanopartículas de carburo de hierro encapsuladas en carbono y su interacción con células vivas.[11]

### Filosofía
Javanbakht se interesa por la epistemología y la estética. Ha propuesto un nuevo marco teórico, el netismo. También ha trabajado sobre la ética de Rousseau y Voltaire.

### Poesía y pintura
Javanbakth ha publicado nueve volúmenes de poesía en editoriales iraníes como Arvin y Novin Pajhoohesh. Su primer volumen se tituló Iranian Songs in Seven Languages (Canciones iraníes en siete idiomas), para el que escribió poemas en persa, turco, árabe, inglés, francés, alemán y ruso. Su poesía se ha publicado en varias revistas. Las obras de arte de Javanbakht son una parte importante de su trabajo y se han expuesto en Canadá.

### Activismo
Javanbakht ha escrito mucho sobre los derechos de la mujer y los derechos humanos, con especial referencia a Oriente Medio. Defiende la idea de que las mujeres deben abrazar la polimatía para avanzar en la lucha por los derechos de la mujer, en particular ser capaces de pensar y trabajar en varios idiomas. En 2009 se pronunció en apoyo de Shirin Ebadi, como posible presidenta de Irán. También escribe sobre los derechos humanos en Irán y cree que el crecimiento cultural e intelectual fomenta la empatía y la comprensión de la humanidad.

## Obras

### Filosofía
- Netism, 2006,[24][25][26]

### Poesía
- Pyramid. Tehran, 2005.
- I gathered seven fruits from the tree of time. Tehran, 2005.
- Mirage. Tehran, 2005.
- City of poem with no exiled. Tehran, 2005.
- The age of mirror. Tehran, 2002.

## Críticas sobre sus obras
Varios críticas sobre las obras de Taraneh Javanbakht fueron publicados en los medios. Algunas de estas críticas son las siguientes:
- Mousavi, Mehdi, periódico de Roozan, 1588, p. 6, 2009[27]
- Khesareh, Saeedreza, periódico Etemad melli, 821, p. 9, 2008[28]
- Sharifnia, Hamid, periódico de Roozan, 1653, p. 6, 2009[29]
- Heydary, Vahid, periódico de Mardom salari, 1941, 2008[30]
- Attaran, Alireza, periódico Etemad melli, 811, p. 8, 2008[31]
- Molavi, Hossein, Sobre la metafísica de Taraneh Javanbakht, revista Vazna, 2011[32]

## Premios y distinciones
- 2008 Premio FARE, UQAM, Montreal.[33]
- 2004 Recognition in the poetry anthology, Ravenna press[34]
- 2003 Special recognition in the international poetry competition, Voicesnet anthology. VoicesAnthology, Vol 7, 2003
- 2003 Editors' choice award for her poems, New York.[35]
- 1999 Fellowhip from L'Association des Femmes Diplômées des Universités (AFFDU), Paris.[36]
- 1993 Acknowledgement by Reza Amrollahi, the president of the Atomic Energy Organization of Iran and the second in the administration of President of Iran, in the Second international conference of láser and its applications.[37]